# Orthocentrus monilicornis
Orthocentrus monilicornis là một loài tò vò trong họ Ichneumonidae.